# Ди, Артур
Артур Ди (в прижизненных русских источниках — Артемий Иванович Дий; англ. Arthur Dee; 13 июля 1579, Мортлэйк, Лондон, Англия — сентябрь или октябрь 1651, Норвич, Англия) — британский врач и алхимик, сын Джона Ди. На протяжении нескольких лет жил и работал в России при дворе царя Михаила Фёдоровича, преимущественно в Москве и в Архангельске.

## Биография
Артур Ди был старшим сыном Джона Ди и его второй жены Джейн Фромонд. Уже в восемь лет помогал отцу в магических ритуалах. Детство провёл в странствиях с отцом по Центральной Европе. Обучался в Вестминстерском колледже, после его окончания учился в Оксфорде, но не получил никакой учёной степени. После этого он поселился в Лондоне и практиковал медицину. Примерно в то же время женился на Изабелле Прествич, дочери манчестерского судьи. Затем получил докторскую степень в Базеле.
По рекомендации короля Якова I, поступил врачом на службу к русскому царю Михаилу Фёдоровичу. Проживал в России, по большей части в Москве, около четырнадцати лет. В России же написал свою самую известную работу по алхимии, Fasciculus Chemicus, опубликованную в Париже в 1631 году.
В 1637 году, после смерти жены, вернулся в Англию, где стал придворным врачом короля Карла I. Последние годы своей жизни провёл в Норвиче, где стал близким другом писателя Томаса Брауна. Умер в 1651 году, завещав Брауну основную часть своих книг и манускриптов. У Ди было семеро сыновей и шесть дочерей.
По легенде, Григорий Распутин украл несколько переводов произведений Джона Ди на русский язык, сделанных его сыном, которые позже были возвращены семьёй Романовых в императорскую библиотеку.